# Crypsiptya craspedalis
Crypsiptya craspedalis is een vlinder uit de familie van de grasmotten (Crambidae). De wetenschappelijke naam van deze soort is voor het eerst voorgesteld als Crocidophora craspedalis door George Francis Hampson in een publicatie uit 1913.
De soort komt voor in Sierra Leone en Ghana.